# Robert Douglas

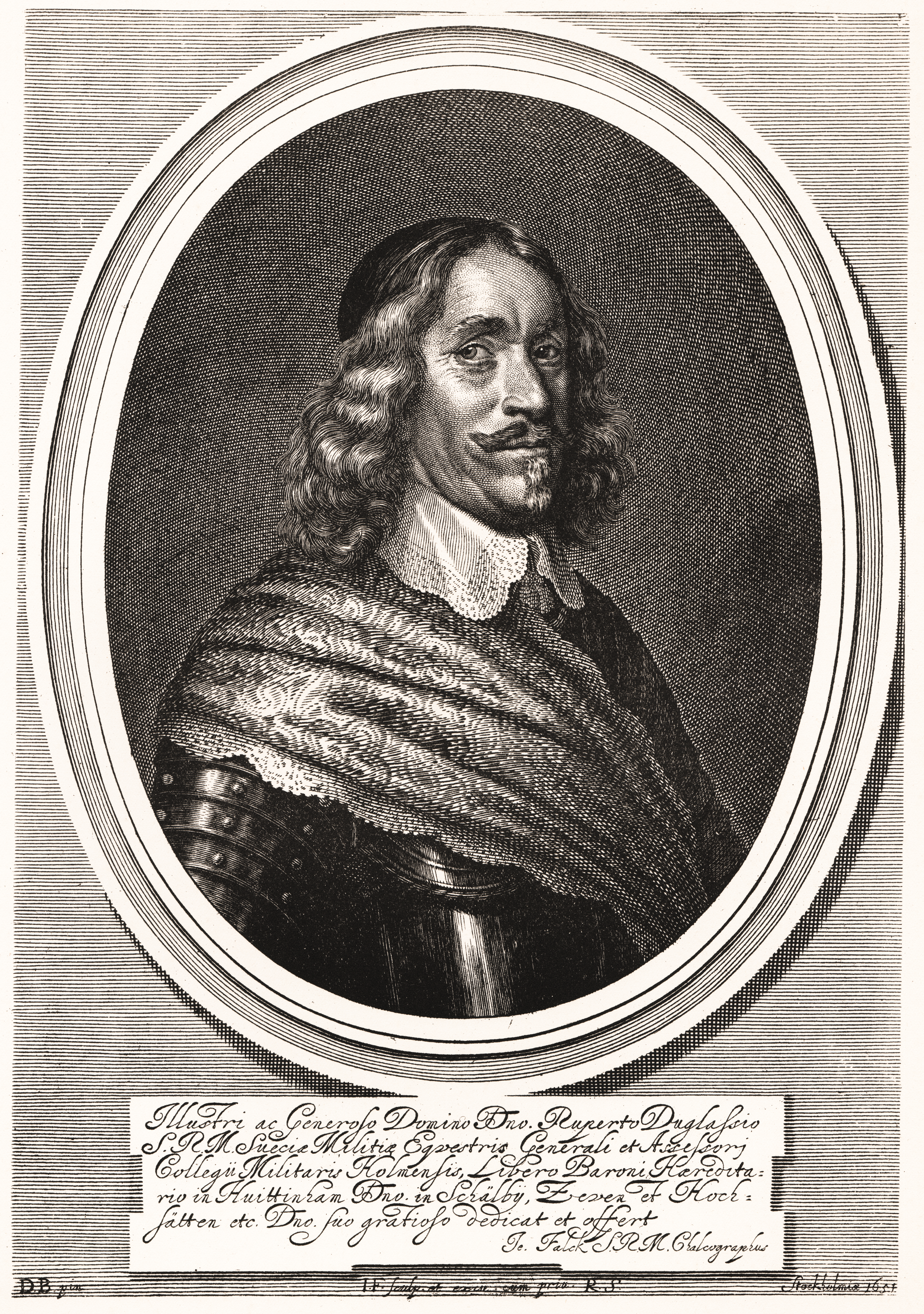
Robert Douglas (sztych J. Falcka, 1651)

Robert Douglas (ur. 17 marca 1611, zm. 28 maja 1662) – hrabia Skänninge, baron Skälby, feldmarszałek szwedzki, dowódca z końcowych lat wojny trzydziestoletniej.
Urodził się w Szkocji, w Standingstone w hrabstwie Haddingtonshire. W 1627 wstąpił do armii szwedzkiej; w której przystąpił (1630) do działań w ramach wojny trzydziestoletniej. W roku 1635 awansował na pułkownika, w 1643 na generała majora, a w 1647 został generałem lejtnantem.
Walczył w bitwach pod Breitenfeld (1642) i pod Jankowem (1645). Od 1648 roku był dowódcą jazdy w Niemczech. Trzy lata po zakończeniu wojny trzydziestoletniej został pełnym generałem (1651) oraz otrzymał arystokratyczny tytuł friherra (barona) Skälby, a w 1654 został hrabią Skänninge.
Podczas II wojny północnej walczył w Polsce (m.in. w bitwie pod Gołębiem i pod Warszawą). W 1657 został dowódcą szwedzkich wojsk w Prusach Książęcych oraz awansował do stopnia feldmarszałka. W 1658 mianowano go naczelnym wodzem wojsk szwedzkich w Inflantach i Estonii. Zdobył Kurlandię, jednak w 1659 zmuszony został do odwrotu za Dźwinę. Zmarł 28 maja 1662 roku w Sztokholmie, pochowany w kościele w klasztorze Vreta nad Kanałem Gotyjskim koło Linköping.
Z założonego przez niego arystokratycznego rodu szwedzkich Douglasów, członków izby szlacheckiej (Riddarhuset), wywodziło się wielu dowódców, wysokich oficerów, przemysłowców, a sam ród należy do najbogatszych rodzin w Szwecji. Hrabia Archibald Douglas ożenił się z najmłodszą córką Otto von Habsburga (syna ostatniego władcę Austro-Węgier – Karola I), Walpurgą.